# The Middletonz

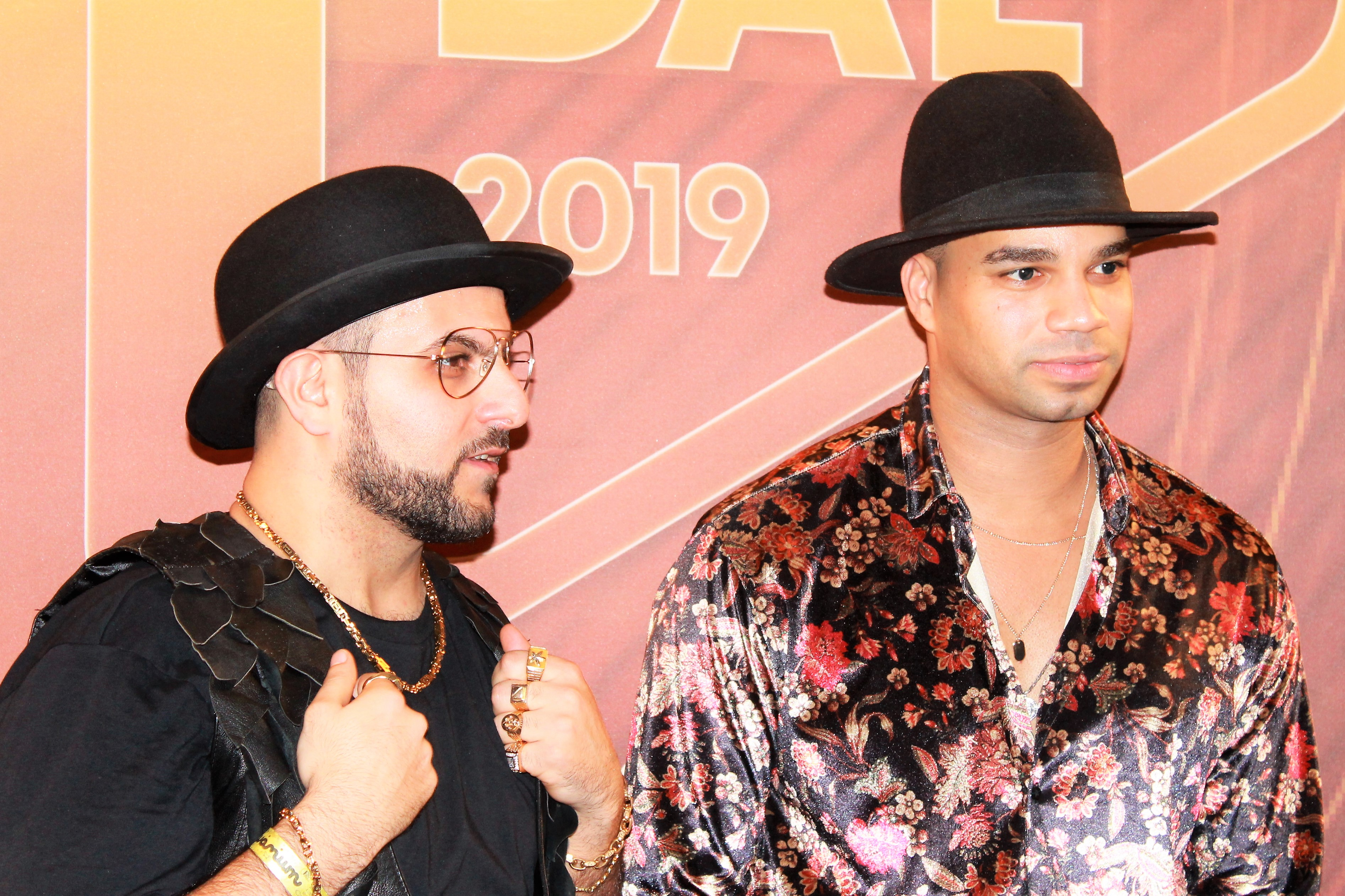
A The Middletonz két tagja: Kállay-Saunders András és Farshad Alebatool a 2019-es Eurovíziós Dalfesztivál magyarországi előválogatójának sajtótájékoztatóján

A The Middletonz egy magyar együttes, a 2019-es Eurovíziós Dalfesztivál magyarországi előválogatójának döntősei. A műsorban a Roses című dalukkal vesznek részt.

## Történet
2018. december 3-án bejelentették, hogy bejutottak a Duna eurovíziós dalválasztó műsorába, A Dal 2019-be, a Roses című első dalukkal. Először 2019. január 26-án, a nemzeti dalválasztó második válogatójában léptek színpadra, ahol a zsűri és a nézők szavazatai alapján a harmadik helyen végeztek, és továbbjutottak az elődöntőbe. 2019. február 9-én, A Dal első elődöntőjéből a zsűri és a nézők szavazatai alapján 41 ponttal a negyedik helyen végeztek, és a nézői szavazásnak köszönhetően továbbjutottak a műsor döntőjébe.

## Tagok
Jelenlegi felállás
- Kállay-Saunders András – ének
- Farshad Slashković Alebatool (Slashkovic) – rap
- Fehér Holló Attila – szóló, gitár, producer

## Diszkográfia

### Kislemezek
- Roses (2018)
- Lonely Days (2019)